# ユニパルス
ユニパルス株式会社（英: Unipulse Corporation）は、東京都中央区に本社を置くセンサ・計測機器メーカー。

## 概要
1970年、現会長 吉本喬美が、特殊なパルス技術を利用した、世の中に無い製品作りを目指し設立。本社を東京都文京区後楽一丁目に置き、制御機器、電源装置、高周波応用機器、工業用計測システム等々の設計、製造に着手。社名は、UniqueなPulseからUnipulseと命名。　1972年、会社を千代田区外神田に移転、マイクロ派機器や造船関連試験機などを製作する。　1974年、会社を台東区入谷に移転、主軸となるロードセルアンプやロードセル指示計等の自社発明・生産を開発、工業はかり分野に進出する。　1979年、埼玉県越谷市千間台に工場を建設。　1981年、本社を同地に移転、1985年に本社ビルを建設する。その後名古屋営業所、広島営業所、大阪営業所と次々に開設。
2010年、本社を中央区日本橋に移転。　2011年、中国に販売子会社のユニパルス貿易（無錫）を開設。シンガポール、インドに販売拠点を設け、アジアに向けて営業を拡大。　2014年からトルク計測器、トルク測定機能きサーボモータなど、産業用ロボット業界に向けた製品の開発・販売進める。　2016年、ストレンゲージの内製化を確立、ロードセルの生産を増強。NC旋盤、マシニングセンタ、フライス盤、放電加工機などの工作機械を導入。　2017年、電動バランサの量産開始。　2018年、サーボプレスコントローラの分野に新規参入。　2022年、JCSS 校正（登録区分：トルク）の事業者に認定。　2023年、子会社ロボテック株式会社を統合し、すべての業務を承継。

## 製品紹介
センサや計測器を開発・製造・販売しています。研究開発を最重視し、独自の技術でものづくりを支えています。
主な製品はトルクセンサ、ロードセル、変位計、ウェイングインジケータ、デジタルインジケータ、把持力計、サーボプレスコントローラ、アンプ、ユニサーボ(電動トルクアクチュエータ)、ムーンリフタ（電動バランサ）などがあります。

## 代表的な製品

### 回転トルクメータ
回転中の軸のねじれからトルクを測るセンサ。モータやエンジン、回転部品の試験等が主な使途。0.05Nm～10000Nmの広いレンジ、防滴型もある。パソコンとUSBで接続できる専用インターフェイスだけでなく、トルク値・回転速度・動力を同時に表示する指示計器等周辺機器も豊富。

### ロードセル
荷重及び重量を測るセンサ。100g(1N)～100ton(1MN)以上のレンジがあり、ウェイングインジケータやデジタルインジケータに接続して用いる。

### 変位計
ナノメートル分解能と安定性をもつ静電容量型非接触変位計。精密位置決め・隙間測定・芯ブレ計測・平面度測定・振動測定などに使われる。

### 計重指示計（ウェイングインジケータ）
ロードセルと組み合わせ、配合計量機・液体充填機・パッカースケール・ホッパースケール・トラックスケール・定量供給ベルトスケールなどの自動はかりを構成するための制御指示計。

### 荷重指示計（デジタルインジケータ）
ロードセルを接続し、ファクトリーオートメーション分野における圧入・加締め・プレス時の荷重変化を動的に監視し、製品の合否判定などを行うための制御指示計。

### 増幅器/周辺機器
ストレンゲージやロードセル用の増幅器や測定値の記録用プリンタ・伝票発行器など。

### 電動トルクアクチュエータ
トルク制御機能を組み込んだ初めてのモーションコントロール用アクチュエータ。トルクを計測しその値が所望の値になるようにフィードバック制御を行う。

### 電動バランサ
10～1000kgのワークを吊り上げて軽い力で移動させる。AC100VまたはAC200Vで動き、荷重センサとサーボモータで力と位置を常に検知しながらワークの上げ下げをサポートする。

## 沿革
- 1970年 - ユニパルス株式会社設立（東京都文京区）。
- 1972年 - 千代田区外神田に移転。
- 1974年 - 台東区入谷に移転。
- 1979年 - 埼玉県越谷市に工場を建設。
- 1981年 - 埼玉県越谷市に本社を移転。
- 1985年 - 本社ビルを建設。
- 1986年 - 名古屋営業所を開設。
- 1990年 - 広島営業所を開設。
- 1993年 - 大阪営業所を開設。
- 1994年 - 保養施設「楽山亭」を開設。
- 1999年 - 埼玉県越谷市に新本社ビルを建設。
- 2002年 - 銀座七丁目に本社を移転、越谷市の本社を技術センターとする。
- 2010年 - 日本橋久松町に本社を移転。
- 2011年 - 中国子会社「ユニパルス貿易（無錫）有限公司」の営業を開始。
- 2015年 - サーボモータ及び各種ロボットの企画・開発・販売を手掛ける株式会社ロボテックを設立。
- 2016年 - 技術センターにNC旋盤、マシニングセンタ等の工作機械を導入、センサの生産を増強。
- 2021年 - 歪みゲージとこれを有する力変換器が発明大賞 考案功労賞を受賞（2021/03/05）[1]。
- 2022年 - 現会長 吉本喬美 が 高速高精度回転トルク計及びトルクアクチュエータ開発の業績により 令和4年度 文部科学大臣表彰 科学技術賞(技術部門) を受賞[2]。
- 2023年 - 小型把持力計「GRIP MASTER」と主軸エアブロー検査器「AIR BLOW CHECKER」が発明大賞 考案功労賞を受賞[3]。
- 2025年 - 電動バランサ ムーンリフタと協働ロボットの協調運転「物品移動装置システム・ソリューション」が 発明大賞 考案功労賞を受賞[4]。